# Казеєвка (Наровчатський район)
Казе́євка (рос. Казеевка) — село складі Наровчатського району Пензенської області, Росія.
Населення — 53 особи (2010; 92 у 2002).
Національний склад станом на 2002 рік:
- росіяни — 99 %